# Carroll Shelby
Carroll Hall Shelby (Leesburg, 11 de janeiro de 1923 — Dallas, 10 de maio de 2012) foi um veterano da Segunda Guerra Mundial e automobilista estadunidense, vencedor das 24 Horas de Le Mans. 
Fundador da Shelby American, empresa responsável pela produção de alguns icônicos carros estadunidenses, como o Shelby Cobra e o Shelby Mustang, Shelby foi, além destes, um dos principais responsáveis pelo desenvolvimento do Ford GT40, o primeiro carro estadunidense a vencer as 24 Horas de Le Mans, em 1966. O processo de desenvolvimento do carro e a vitória na corrida foram retratados no filme Ford v Ferrari.

## Biografia
Nascido no Texas, em 1923, o que o deixou caracterizado durante sua vida como um texano durão, desenvolveu um problema cardíaco aos sete anos, o qual acabaria afetando sua saúde durante toda sua vida. Shelby entrou no exército no final de 1941, tendo se formado no colégio no ano anterior, e esteve próximo de iniciar seus estudos no Instituto de Tecnologia da Geórgia em Engenharia Aeroespacial, mas tendo que abandoná-los por conta da guerra. Seu treinamento no exército ocorreu para a função de piloto, na San Antonio Aviation Cadet Center, sendo designado após sua formação para o Corpo Aéreo do Exército dos Estados Unidos, o antecessor estatutário da Força Aérea, criada apenas dois anos após o término da guerra, como instrutor de voo e piloto de testes. Após o término do conflito, trabalhou brevemente na extração de petróleo e como avicultor antes de começar a participar de corridas de carros, em 1952.

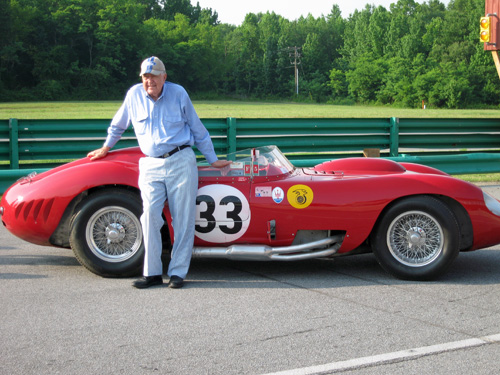
Shelby com seus Maserati 450S 1957 em 2007.

Embora tenha sido um piloto de sucesso durante os anos 1950, tendo ganhado a prestigiosa corrida de resistência francesa 24 Horas de Le Mans em 1959 em parceria com o britânico Roy Salvadori correndo com um Aston Martin DBR1, e participado de nove corridas na Fórmula 1 entre 1958 e 1959, com carros utilizando chassi da Maserati e Aston Martin, quando precisou parar por conta de seus problemas de coração, Shelby acabou se tornando mais conhecido por conta de sua empresa, a Shelby American, que produziu carros icônicos, como o Shelby Cobra e o Shelby Mustang durante os anos 1960 e 1970. O primeiro era baseado no carro britânico AC Ace, sofrendo modificações significativas de Shelby para aumentar o seu desempenho esportivo, com o mesmo ocorrendo com o Mustang, baseado no carro produzido pela Ford.
 

A divisão de corridas da Shelby American foi responsável pelo desenvolvimento do Ford GT40 a partir de 1965, carro que obteve a primeira vitória de uma construtora estadunidense em Le Mans, na edição de 1966, quando Shelby trabalhou em parceria com a Ford — a equipe de Shelby, que naquela edição terminou obtendo as duas primeiras posições da corrida, também venceu a edição de 1967 —. O GT40 fora baseado no Lola Mk6, da fabricante britânica Lola — a Ford havia criado uma parceria primeiramente com a Lola para o desenvolvimento de um carro para tentar quebrar a hegemonia italiana da Ferrari na competição francesa, mas não obtendo sucesso —. Antes da vitória de 1966, a Shelby American chegou a participar da edição de 1965 com quatro carros, mas com todos abandonando com problemas mecânicos, mas obtendo uma vitória de classe e segundo na classificação geral nas 12 Horas de Sebring naquele ano. O ápice ocorreu em 1966, quando, além de Le Mans, também venceu Sebring e as 24 Horas de Daytona — todas as vitórias foram obtidas por Ken Miles, com exceção de Le Mans —. 

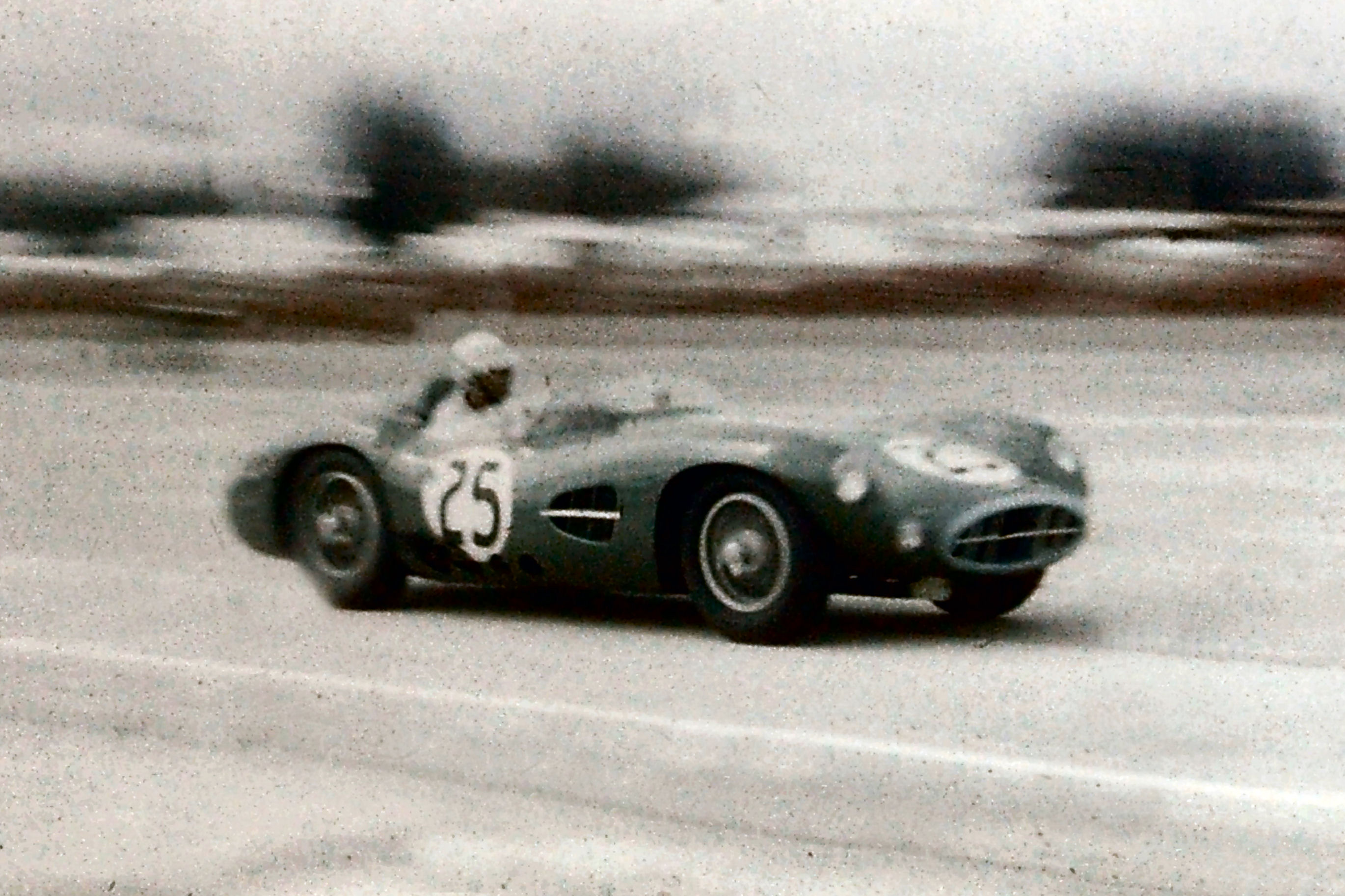
Shelby correndo em 1958 nas 12 Horas de Sebring com um Aston Martin DBR1/300.

O processo de desenvolvimento do Ford GT40 e a corrida de 1966 foram retratados no filme Ford v Ferrari, que, contrastando com o título, é centrado na relação de Shelby e Ken Miles — Miles trabalhava há anos na Shelby American como engenheiro-chefe e piloto de corridas e testes. Ele fora um dos principais responsáveis pelo desenvolvimento do GT40, e era o principal piloto da equipe, mas acabou perdendo a vitória por conta de um critério técnico da competição, após a direção executiva da Ford requisitar que Miles diminuísse a velocidade para que os três carros representando a Ford cruzassem a linha de chegada alinhados —, pedido que Shelby acabou concordando. Shelby foi interpretado por Matt Damon.

## Resultados

### Fórmula 1[5]
(legenda) 
| Ano  | Nome Oficial da Equipe  | Chassi   | Motor                   | 1   | 2   | 3     | 4   | 5     | 6     | 7   | 8    | 9   | 10     | 11  | Pontos | Posição  |  |
| ---- | ----------------------- | -------- | ----------------------- | --- | --- | ----- | --- | ----- | ----- | --- | ---- | --- | ------ | --- | ------ | -------- |  |
|      |                         |          |                         |     |     |       |     |       |       |     |      |     |        |     |        |          |  |
|      |                         |          |                         | ARG | MON | NED   | 500 | BEL   | FRA   | GBR | GER  | POR | ITA    | MOR |        |          |  |
| 1958 | Scuderia Centro Sud     | 250F     | Maserati 250F1 2.5 L6   |     |     |       |     |       | Ret P | 9 P |      |     | Ret* P |     | 0      | NC (32º) |  |
| 1958 | Temple Buell            | 250F     | Maserati 250F1 2.5 L6   |     |     |       |     |       |       |     |      |     | 4º1 P  |     | 0      | NC (32º) |  |
|      |                         |          |                         |     |     |       |     |       |       |     |      |     |        |     |        |          |  |
|      |                         |          |                         | MON | 500 | PBS   | FRA | GBR   | GER   | POR | ITA  | EUA |        |     |        |          |  |
| 1959 | David Brown Corporation | DBR4/250 | Aston Martin RB6 2.5 L6 |     |     | Ret A |     | Ret A |       | 8 A | 10 A |     |        |     | 0      | NC (28º) |  |

↑1  Shelby compartilhou o Maserati 250F com Masten Gregory. Nenhum ponto foi atribuído de um carro compartilhado pelos dois pilotos.
| Número Do Carro Em Cada Corrida Em 1958 | Número Do Carro Em Cada Corrida Em 1958 | Número Do Carro Em Cada Corrida Em 1958 | Número Do Carro Em Cada Corrida Em 1958 | Número Do Carro Em Cada Corrida Em 1958 | Número Do Carro Em Cada Corrida Em 1958 | Número Do Carro Em Cada Corrida Em 1958 | Número Do Carro Em Cada Corrida Em 1958 | Número Do Carro Em Cada Corrida Em 1958 | Número Do Carro Em Cada Corrida Em 1958 | Número Do Carro Em Cada Corrida Em 1958 | Número Do Carro Em Cada Corrida Em 1958 |
| --------------------------------------- | --------------------------------------- | --------------------------------------- | --------------------------------------- | --------------------------------------- | --------------------------------------- | --------------------------------------- | --------------------------------------- | --------------------------------------- | --------------------------------------- | --------------------------------------- | --------------------------------------- |
| Pilotos                                 | ARG                                     | MON                                     | NED                                     | 500                                     | BEL                                     | FRA                                     | GBR                                     | GER                                     | POR                                     | ITA                                     | MOR                                     |
| Carroll Shelby                          | -                                       | -                                       | -                                       | -                                       | -                                       | 28                                      | 5                                       | -                                       | 28                                      | 34                                      | -                                       |
| Carroll Shelby                          | -                                       | -                                       | -                                       | -                                       | -                                       | -                                       | -                                       | -                                       | -                                       | 32                                      | -                                       |

| Pilotos        | MON | 500 | NED | FRA | GBR | GER | POR | ITA | EUA |
| Carroll Shelby | -   | -   | 5   | -   | 4   | -   | 9   | 26  | -   |

### Resultados das 24 Horas de Le Mans[6]
| Ano  | Equipe                   | Nº | Co-Pilotos    | Chassi                | Pneus | Classe | Voltas | Posição | Posição Na Categoria |
| Ano  | Equipe                   | Nº | Co-Pilotos    | Motor                 | Pneus | Classe | Voltas | Posição | Posição Na Categoria |
| ---- | ------------------------ | -- | ------------- | --------------------- | ----- | ------ | ------ | ------- | -------------------- |
| 1954 | David Brown              | 22 | Paul Frére    | Aston Martin DB3S     | A     | S 3.0  | 74     | DNF     | DNF                  |
| 1954 | David Brown              | 22 | Paul Frére    | Aston Martin 2.9L I6  | A     | S 3.0  | 74     | DNF     | DNF                  |
| 1959 | David Brown Racing Dept. | 5  | Roy Salvadori | Aston Martin DBR1/300 | A     | S 3.0  | 323    | 1º      | 1º                   |
| 1959 | David Brown Racing Dept. | 5  | Roy Salvadori | Aston Martin 3.0L I6  | A     | S 3.0  | 323    | 1º      | 1º                   |

### 12 Horas de Sebring
| Ano  | Equipe                   | Veículo                  | Co-piloto       | Posição | Nota                   |
| ---- | ------------------------ | ------------------------ | --------------- | ------- | ---------------------- |
| 1954 | Aston Martin Ltd.        | Aston Martin DB3S        | Charles Wallace | DNF     | Escape                 |
| 1955 | Allen Guiberson          | Ferrari 750 Monza Spyder | Phil Hill       | 2º      |                        |
| 1956 | David Brown & Sons Ltd.  | Aston Martin DB3S        | Roy Salvadori   | 4º      | Vitória na classe      |
| 1957 | Maserati Factory         | Maserati 250S            | Roy Salvadori   | DSQ     |                        |
| 1958 | David Brown              | Aston Martin DBR1/300    | Roy Salvadori   | DNF     | Transmissão de energia |
| 1959 | Aston Martin David Brown | Aston Martin DBR1/300    | Roy Salvadori   | DNF     | Deslocador             |
| 1960 | Camoradi USA             | Maserati Tipo 61         | Masten Gregory  | DNF     | Motor                  |